# Salmantón
Salmantón en espagnol ou Salmanton en basque, est une commune ou contrée de la municipalité d'Ayala dans la province d'Alava dans la Communauté autonome basque (Espagne).